# Long Island Medium
Long Island Medium (exibido no Brasil como A Médium) é um reality show norte-americano do TLC estrelado por Theresa Caputo, uma médium autoproclamada que afirma poder se comunicar com os mortos. 
Grande parte do programa, que estreou em 25 de setembro de 2011, acontece em Hicksville, Nova York, embora muitas vezes siga Caputo ao se encontrar com clientes em outras áreas. Logo depois, o casal Theresa e Larry muda-se para Long Island, e posteriormente para Fort Lauderdale, no estado da Flórida.

## História
Cientistas céticos dizem que performances de mediunidade são um engodo, e as alegações específicas de Caputo foram consideradas fictícias por inúmeros críticos, incluindo o mago James Randi, publicações impressas incluindo a Wired, e programas de notícias de televisão como o Inside Edition. O jornal de Long Island, Newsday, refere-se a ela como um "performer mentalista".